# Libanotis grubovii
Libanotis grubovii là một loài thực vật có hoa trong họ Hoa tán. Loài này được (V.M. Vinogr. & Sanchir) M.L. Sheh & M.F. Watson mô tả khoa học đầu tiên năm 2004.